# Jean-Pierre Jabouille
Jean-Pierre Alain Jabouille (Parigi, 1º ottobre 1942 – Saint-Cloud, 2 febbraio 2023) è stato un pilota automobilistico francese, vincitore di due Gran Premi di Formula 1 e campione europeo di Formula 2 nel 1976. È stato il primo pilota che ha vinto un gran premio di Formula 1, valido per il mondiale, a bordo di una vettura dotata di motore turbo.

## Biografia
Jabouille, nato a Parigi, proveniva da una famiglia originaria del dipartimento della Creuse; figlio dell'architetto Robert Jabouille (artefice del pont de Grenelle e dell'allée des Cygnes) era ingegnere.
Era cognato di un altro pilota automobilistico francese, Jacques Laffite, avendo sposato due sorelle, Geneviève e Bernadette Cottin. Jabouille divorziò da Geneviève nel 1997. Aveva un figlio, Victor, nato da un'altra relazione. Si è spento all'età di 80 anni, colpito dalla malattia di Alzheimer.
Durante la sua carriera automobilistica venne notata una certa sua somiglianza con l'attore statunitense Danny Kaye.
Praticò in gioventù il pattinaggio sul ghiaccio, dove conquistò anche un titolo nazionale. Era un ammiratore di Eric Heiden. Praticava anche il tennis ed era appassionato di pesca.
Considerato un ottimo collaudatore, gli veniva riconosciuta una grande sensibilità alla guida, nonché un'ottima preparazione tecnica, dovuta anche alla sua formazione scolastica.

## Carriera

### Gli esordi
L'esordio nello sport motoristico per Jabouille avvenne nel 1966, nella Coupe Renault 8 Gordini, in cui preparò la sua vettura assieme all'amico Laffite. Già l'anno successivo passò alle monoposto, partecipando al campionato francese di Formula 3, giungendo quarto in campionato. Nel 1968 fu vicecampione, alle spalle di François Cevert.
Jabouille venne, in seguito, reclutato come pilota di sviluppo dall'Alpine. Negli anni successivi alternò gli impegni tra le monoposto e le vetture sport prototipi.

### Formula 2

Jabouille festeggia il successo al Mugello nel corso del vittorioso campionato europeo di Formula 2 1976

L'esordio nel campionato europeo di Formula 2 avvenne nel 1968, nel Preis von Baden-Württemberg, corso a Hockenheim, ove giunse nono, su Matra MS7-Cosworth. L'anno successivo affrontò diverse gare con la Constructions Mechaniques Pygmée, ottenendo il primo arrivo a punti.
Passato alla Tecno per il 1971 non colse punti, mentre nel 1972, passato alla Elf John Combs riuscì a cogliere il primo podio (secondo posto), al Mantorp Park F2 Trofén. Il primo successo venne colto solo nel 1974, nel Rhein-Pokalrennen, corso sempre a Hockenheim. In stagione chiuse al quarto posto. Anche il 1975 fu positivo, con una vittoria, e altri due podi, col quinto posto finale.
L'apice venne raggiunto nel 1976 quando il transalpino vinse il campionato. Dopo le vittorie al Mugello e a Vallelunga, Jabouille giunse all'ultima gara, disputata a Hockenheim, staccato di 4 punti dal leader del campionato, René Arnoux, a cui bastava arrivare secondo, anche in caso di vittoria di Jabouille, per guadagnare il titolo.
La gara era prevista su due manches, con somma dei tempi per stilare la classifica finale. Al termine della prima manche, Jean Sage, direttore sportivo di Jabouille e Michel Leclère, escogitò una particolare strategia, per la seconda parte della gara. Leclère avrebbe mantenuto il comando, mentre Jabouille avrebbe dovuto controllare Arnoux. Jabouille scattò al comando, ma cedette la vetta della gara al compagno di team. Leclère prese vantaggio con Jabouille secondo, davanti ad Arnoux. Con la vittoria di Leclère e il secondo posto di Jabouille il titolo sarebbe stato assegnato ad Arnoux. Arnoux riuscì anche a sorpassare Jabouille, al quinto giro, prima di cedere ancora la seconda piazza al connazionale, all'undicesimo giro. Secondo gli accordi Leclère rallentò in prossimità del traguardo, vincendo la manche con un vantaggio talmente esatto che, nella classifica per somma dei tempi, risulterà primo Jabouille, secondo Leclère e terzo Arnoux.

### Formula 1

#### Gli esordi (1974-1975)

##### 1974
La prima presenza di Jabouille nel campionato mondiale di Formula fu al Gran Premio di Francia 1974 quando venne ingaggiato dalla Iso-Williams, per affiancare Arturo Merzario, nella rotazione di diversi piloti sulla seconda vettura. Sostituì Gijs van Lennep. Il francese non riuscì a qualificarsi per la gara. In stagione trovò un altro ingaggio, in occasione del Gran Premio d'Austria, alla Surtees, per prendere il posto di Jochen Mass, che aveva abbandonato la scuderia, assieme allo sponsor Bang & Olufsen. Anche in questa occasione Jabouille non fu capace di qualificarsi.

##### 1975
L'esordio vero e proprio giunse al Gran Premio di Francia 1975. Ingaggiato dalla Tyrrell, con l'appoggio della Elf, per competere su una terza vettura da affiancare ai piloti titolari Patrick Depailler e Jody Scheckter, si qualificò in ventunesima posizione, e chiuse la gara dodicesimo.

#### Il periodo in Renault (1977-1980)

##### 1977
Dopo essere stato iscritto, su una March, al Gran Premio di Monaco 1977 dalla scuderia British Formula 1 Racing Team, a cui però non prese parte Jabouille proseguì la sua carriera nella massima formula legandosi alla Renault. Jabouille venne scelto per testare il motore Renault-Gordini, su una vettura denominata Alpine A500, che però non debuttò mai nel campionato mondiale.
L'esordio con la scuderia francese avvenne al Gran Premio di Gran Bretagna. Questa gara rappresentò anche l'esordio assoluto in Formula 1 per la Renault che presentò il modello RS01, che era spinto, per la prima volta per una vettura di Formula 1, da un motore turbo V6, da 1.500 cm³. L'altra novità sulla vettura francese fu l'esordio degli pneumatici radiali forniti dalla Michelin. Il gommista transalpino, anch'esso all'esordio nella Formula 1. Qualificato nelle retrovie, si ritirò dopo pochi giri. Impegnato in altre quattro gare della stagione, riuscirà a qualificarsi in tre gare, ma senza mai vedere la bandiera a scacchi.

##### 1978

Jean-Pierre Jabouille conquistò la seconda fila al Gran Premio d'Italia 1978.

Il 1978 vide un miglioramento della competitività della vettura transalpina, almeno in prova. Dopo aver saltato le prime due gare della stagione, Jabouille conquistò il sesto posto nelle qualifiche del Gran Premio del Sudafrica, mentre il primo arrivo avvenne al Gran Premio di Monaco, ove giunse decimo. Dopo una serie di ritiri, conditi comunque da prestazioni in prova accettabili, Jabouille si qualificò terzo nel Gran Premio d'Austria, favorito anche dalle nuove coperture della Michelin, e terzo anche al Gran Premio d'Italia. La Renault di Jabouille toccò nel corso delle prove i 273 km/h.
Il primo arrivo a punti si verificò nella gara successiva, il Gran Premio degli USA-Est. Partito nono, si ritrovò terzo, fino a sette giri dal termine, quando venne passato da Jody Scheckter e Jean-Pierre Jarier; dopo il ritiro di quest'ultimo chiuse quarto.

##### 1979

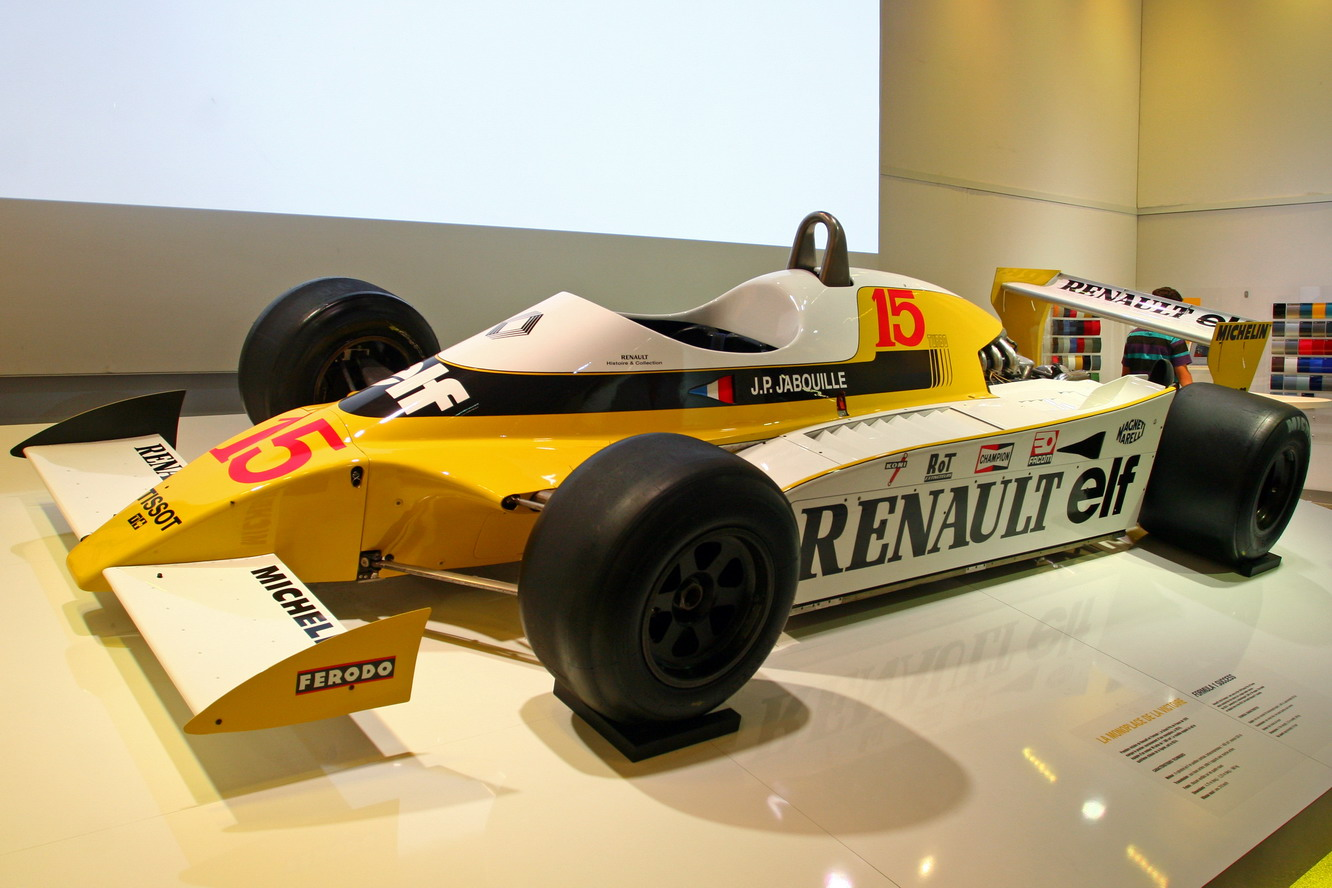
La Renault RS10, modello con cui Jabouille conquistò il primo successo nel mondiale di Formula 1.

Nel 1979 la Renault gli affiancò, per la prima volta, un compagno di team, il connazionale René Arnoux. Jabouille continuò a ottenere ottime prestazioni in prova, non seguite però da risultati in gara dello stesso livello. Nel Gran Premio del Sudafrica il francese ottenne la sua prima pole position. Fu la prima partenza al palo per una vettura a motore sovralimentato dalla 500 Miglia di Indianapolis 1952. In gara si ritirò dopo 47 giri. Nel warm up del successivo Gran Premio di Long Beach Jabouille ruppe un giunto della sua Renault alla lunga curva della Shoreline Drive, volando nelle barriere a 290 km/h. Una lussazione al braccio lo costrinse a non partire. Una versione più resistente del giunto, fabbricata dal team nel garage, si ruppe sulla vettura del compagno di scuderia René Arnoux. Per evitare una replica dell'incidente occorso a Jabouille, la Renault decise così di ritirare anche la seconda vettura dalla gara.
Dopo una serie di gare senza vedere la bandiera a scacchi, Jabouille s'impose nel Gran Premio di Francia, gara nella quale colse anche la seconda pole position della carriera. La vittoria nella gara francese andò a un pilota francese su vettura francese, a motore, pneumatici e carburante francesi: questa fu la prima vittoria in F1 di Renault e di un motore turbocompresso. La casa francese fu il ventiseiesimo costruttore a vincere una gara mondiale, mentre Jabouille fu il sessantaquattresimo pilota a riuscire nell'impresa.
La superiorità della casa francese, in prova, venne testimoniata anche dalla seconda posizione in griglia al Gran Premio di Gran Bretagna, dalle pole position di Jabouille in Germania, quelle di Arnoux in Austria e Olanda, e la quarta della stagione per Jabouille, a Monza. Jabouille, però, fino a fine stagione, non riuscì mai più a giungere al traguardo (a Monza venne classificato, pur se ritirato).

##### 1980
La stagione successiva si sviluppò in modo similare al 1979, con ottime prestazioni in prova, e innumerevoli ritiri in gara. Jabouille conquistò la pole position nel Gran Premio del Brasile (gara che condusse per 21 giri prima di un ritiro per un problema ai freni), e nella gara seguente, in Sudafrica. Il francese comandò la gara per 62 giri, prima che lo scoppio di uno pneumatico lo costringesse all'abbandono.
Seguirono diversi ritiri in serie, ma il francese fece sua la prima fila al Gran Premio di Germania. Anche in questo caso il transalpino condusse per diversi giri, prima di essere fermato da un guasto al motore. Come nel 1979 l'unico arrivo a punti concise con una vittoria, nel seguente Gran Premio d'Austria. Partito in prima fila, alle spalle del solo compagno di scuderia Arnoux, passò a condurre quando il connazionale fu costretto ai box per la degradazione delle gomme, resistendo, negli ultimi giri, alla crisi dei propri pneumatici. Il francese precedette Alan Jones per soli 82 centesimi.
Jabouille conquistò la prima fila sia in Olanda che al Gran Premio d'Italia, sempre alle spalle di Arnoux, ma anche in queste due occasioni dovette abbandonare in gara. Prima del Gran Premio del Canada venne annunciato il suo passaggio, per la stagione 1981, alla Ligier. Nel corso della gara, al venticinquesimo giro, Jabouille, a causa della rottura di una sospensione, sbatté frontalmente contro il guardrail, all'altezza del Ponte Victoria, restando intrappolato nelle lamiere della sua Renault, per molto tempo, prima di essere estratto. Venne poi trasportato da un'ambulanza, entrata in pista durante la gara, all'ospedale, ove gli vennero riscontrate diverse fratture alle gambe: una alla tibia della gamba destra e una tripla frattura al ginocchio destro. La gamba sinistra invece aveva subito danni meno gravi. Fu ricoverato per dieci giorni all'Ospedale Regina Vittoria di Montréal e subì una convalescenza di tre mesi.

#### Ligier (1981)

##### 1981
Alla Ligier, ribattezzata in stagione Talbot, Jabouille trovò, come compagno di team, il cognato, Laffite. Alla presentazione della vettura, il 16 gennaio 1981, Jabouille affermò di non considerare ancora maturo il motore turbo, che aveva utilizzato nella sua esperienza alla Renault, per poter vincere il mondiale. La nuova Ligier-Talbot impiegava, infatti, un motore Matra V12.
Nella prima gara della stagione 1981, il Gran Premio di Long Beach, la Ligier dovette sostituire l'infortunato Jabouille con Jean-Pierre Jarier. Nella gara seguente, il Gran Premio del Brasile, la Ligier rimise al volante Jabouille, al posto del suo sostituto, Jarier. La casa francese però fece testare nelle libere tutti e tre i suoi piloti (compreso l'altro titolare Jacques Laffite). Jarier si comportò meglio del rientrante Jabouille e venne così confermato per il gran premio.
Jabouille rientrò definitivamente solo col Gran Premio d'Argentina, gara nella quale però non si qualificò. La stagione proseguì senza risultati di rilievo, tanto che Jabouille decise di abbandonare la Formula 1 dopo il Gran Premio di Spagna. Al suo posto venne ingaggiato Patrick Tambay.
Concluse la sua carriera nella massima formula con 49 gran premi all'attivo (e ben 37 ritiri, pari a oltre il 75% delle gare), con due vittorie (su solo tre arrivi nei punti), e sei pole position. Condusse 179 giri in testa, per un totale di 942 km.

#### Test
Prima del Gran Premio di Francia 2019 guidò per alcuni giri dimostrativi la Renault RS01, sul Circuito Paul Ricard.

## Risultati

### Formula 1
| 1974 | Scuderia             | Vettura |  |  |  |  |  |  |  |  |    |  |  |    |  |  |  |  |  | Punti | Pos. |
| ---- | -------------------- | ------- |  |  |  |  |  |  |  |  | -- |  |  | -- |  |  |  |  |  | ----- | ---- |
| 1974 | Iso Marlboro Surtees | FW TS16 |  |  |  |  |  |  |  |  | NQ |  |  | NQ |  |  |  |  |  | 0     |      |

| 1975 | Scuderia | Vettura |  |  |  |  |  |  |  |  |    |  |  |  |  |  |  |  |  | Punti | Pos. |
| ---- | -------- | ------- |  |  |  |  |  |  |  |  | -- |  |  |  |  |  |  |  |  | ----- | ---- |
| 1975 | Tyrrell  | 007     |  |  |  |  |  |  |  |  | 12 |  |  |  |  |  |  |  |  | 0     |      |

| 1977 | Scuderia | Vettura |  |  |  |  |  |  |  |  |  |     |  |  |     |     |     |    |  | Punti | Pos. |
| ---- | -------- | ------- |  |  |  |  |  |  |  |  |  | --- |  |  | --- | --- | --- | -- |  | ----- | ---- |
| 1977 | Renault  | RS01    |  |  |  |  |  |  |  |  |  | Rit |  |  | Rit | Rit | Rit | NQ |  | 0     |      |

| 1978 | Scuderia | Vettura |  |  |     |     |    |    |    |     |     |     |     |     |     |     |   |    |  | Punti | Pos. |
| ---- | -------- | ------- |  |  | --- | --- | -- | -- | -- | --- | --- | --- | --- | --- | --- | --- | - | -- |  | ----- | ---- |
| 1978 | Renault  | RS01    |  |  | Rit | Rit | 10 | NC | 13 | Rit | Rit | Rit | Rit | Rit | Rit | Rit | 4 | 12 |  | 3     | 17º  |

| 1979 | Scuderia | Vettura   |     |    |     |    |     |     |    |   |     |     |     |     |    |     |     |  |  | Punti | Pos. |
| ---- | -------- | --------- | --- | -- | --- | -- | --- | --- | -- | - | --- | --- | --- | --- | -- | --- | --- |  |  | ----- | ---- |
| 1979 | Renault  | RS01 RS10 | Rit | 10 | Rit | NP | Rit | Rit | NC | 1 | Rit | Rit | Rit | Rit | 14 | Rit | Rit |  |  | 9     | 13º  |

| 1980 | Scuderia | Vettura |     |     |     |    |     |     |     |     |     |   |     |     |     |  |  |  |  | Punti | Pos. |
| ---- | -------- | ------- | --- | --- | --- | -- | --- | --- | --- | --- | --- | - | --- | --- | --- |  |  |  |  | ----- | ---- |
| 1980 | Renault  | RE20    | Rit | Rit | Rit | 10 | Rit | Rit | Rit | Rit | Rit | 1 | Rit | Rit | Rit |  |  |  |  | 9     | 8º   |

| 1981 | Scuderia | Vettura |  |  |    |    |     |    |     |  |  |  |  |  |  |  |  |  |  | Punti | Pos. |
| ---- | -------- | ------- |  |  | -- | -- | --- | -- | --- |  |  |  |  |  |  |  |  |  |  | ----- | ---- |
| 1981 | Ligier   | JS17    |  |  | NQ | NC | Rit | NQ | Rit |  |  |  |  |  |  |  |  |  |  | 0     |      |

| Legenda | 1º posto     | 2º posto | 3º posto    | A punti         | Senza punti/Non class.  | Grassetto – Pole position Corsivo – Giro più veloce |
| Legenda | Squalificato | Ritirato | Non partito | Non qualificato | Solo prove/Terzo pilota | Grassetto – Pole position Corsivo – Giro più veloce |

### Sportprototipi

#### Campionato internazionale sportprototipi
| 1966 | Scuderia      | Vettura        | Stati Uniti (bandiera) | Stati Uniti (bandiera) | Italia (bandiera)      | Italia (bandiera)      | Belgio (bandiera) | Germania Ovest (bandiera) | Francia (bandiera)        | Italia (bandiera)      | Italia (bandiera)      | Germania Ovest (bandiera) | Svizzera (bandiera)    | Germania Ovest (bandiera) | Austria (bandiera) |
| ---- | ------------- | -------------- | ---------------------- | ---------------------- | ---------------------- | ---------------------- | ----------------- | ------------------------- | ------------------------- | ---------------------- | ---------------------- | ------------------------- | ---------------------- | ------------------------- | ------------------ |
| 1966 | Hubert Giraud | Marcos Mini GT |                        |                        | Rit                    |                        |                   |                           |                           |                        |                        |                           |                        |                           |                    |
| 1968 | Scuderia      | Vettura        | Stati Uniti (bandiera) | Stati Uniti (bandiera) | Regno Unito (bandiera) | Italia (bandiera)      | Italia (bandiera) | Germania Ovest (bandiera) | Belgio (bandiera)         | Stati Uniti (bandiera) | Austria (bandiera)     | Francia (bandiera)        |                        |                           |                    |
| 1968 | Alpine        | Alpine A220    |                        |                        |                        |                        |                   |                           |                           |                        |                        | Rit                       |                        |                           |                    |
| 1969 | Scuderia      | Vettura        | Stati Uniti (bandiera) | Stati Uniti (bandiera) | Regno Unito (bandiera) | Italia (bandiera)      | Italia (bandiera) | Belgio (bandiera)         | Germania Ovest (bandiera) | Francia (bandiera)     | Stati Uniti (bandiera) | Austria (bandiera)        |                        |                           |                    |
| 1969 | Alpine        | Alpine A220    |                        |                        |                        | 6                      |                   | Rit                       |                           | Rit                    |                        |                           |                        |                           |                    |
| 1970 | Scuderia      | Vettura        | Stati Uniti (bandiera) | Stati Uniti (bandiera) | Regno Unito (bandiera) | Italia (bandiera)      | Italia (bandiera) | Belgio (bandiera)         | Germania Ovest (bandiera) | Francia (bandiera)     | Stati Uniti (bandiera) | Austria (bandiera)        |                        |                           |                    |
| 1970 | Matra         | Matra MS660    |                        |                        |                        |                        |                   |                           |                           | Rit                    |                        |                           |                        |                           |                    |
| 1971 | Scuderia      | Vettura        | Argentina (bandiera)   | Stati Uniti (bandiera) | Stati Uniti (bandiera) | Regno Unito (bandiera) | Italia (bandiera) | Belgio (bandiera)         | Italia (bandiera)         | Germania (bandiera)    | Francia (bandiera)     | Austria (bandiera)        | Stati Uniti (bandiera) |                           |                    |
| 1971 | Matra         | Matra MS660    | Rit                    |                        |                        |                        |                   |                           |                           |                        |                        |                           |                        |                           |                    |

#### Campionato del mondo sportprototipi
| 1972 | Scuderia             | Vettura                 | Argentina (bandiera)   | Stati Uniti (bandiera) | Stati Uniti (bandiera)    | Regno Unito (bandiera) | Italia (bandiera)      | Belgio (bandiera)      | Italia (bandiera)         | Germania Ovest (bandiera) | Francia (bandiera)     | Austria (bandiera)     | Stati Uniti (bandiera) |                    |                        |                    |
| ---- | -------------------- | ----------------------- | ---------------------- | ---------------------- | ------------------------- | ---------------------- | ---------------------- | ---------------------- | ------------------------- | ------------------------- | ---------------------- | ---------------------- | ---------------------- | ------------------ | ---------------------- | ------------------ |
| 1972 | Matra                | Matra MS660             |                        |                        |                           |                        |                        |                        |                           |                           | Rit                    |                        |                        |                    |                        |                    |
| 1973 | Scuderia             | Vettura                 | Stati Uniti (bandiera) | Italia (bandiera)      | Francia (bandiera)        | Italia (bandiera)      | Belgio (bandiera)      | Italia (bandiera)      | Germania Ovest (bandiera) | Francia (bandiera)        | Austria (bandiera)     | Stati Uniti (bandiera) |                        |                    |                        |                    |
| 1973 | Matra                | Matra MS670             |                        |                        |                           |                        |                        |                        |                           | 3                         |                        |                        |                        |                    |                        |                    |
| 1974 | Scuderia             | Vettura                 | Italia (bandiera)      | Belgio (bandiera)      | Germania Ovest (bandiera) | Italia (bandiera)      | Francia (bandiera)     | Austria (bandiera)     | Stati Uniti (bandiera)    | Francia (bandiera)        | Regno Unito (bandiera) | Sudafrica (bandiera)   |                        |                    |                        |                    |
| 1974 | Alpine               | Alpine A441             |                        |                        | 10                        |                        |                        |                        |                           |                           |                        |                        |                        |                    |                        |                    |
| 1974 | Matra                | Matra MS670             |                        |                        |                           |                        | 3                      |                        |                           |                           |                        |                        |                        |                    |                        |                    |
| 1975 | Scuderia             | Vettura                 | Stati Uniti (bandiera) | Italia (bandiera)      | Francia (bandiera)        | Italia (bandiera)      | Belgio (bandiera)      | Italia (bandiera)      | Germania Ovest (bandiera) | Austria (bandiera)        | Stati Uniti (bandiera) |                        |                        |                    |                        |                    |
| 1975 | Renault Sport        | Alpine A441 Alpine A442 |                        | 1                      | Rit                       | 3                      |                        |                        | 4                         |                           |                        |                        |                        |                    |                        |                    |
| 1976 | Scuderia             | Vettura                 | Italia (bandiera)      | Italia (bandiera)      | Germania Ovest (bandiera) | Italia (bandiera)      | Regno Unito (bandiera) | Italia (bandiera)      | Germania Ovest (bandiera) | Austria (bandiera)        | Italia (bandiera)      | Stati Uniti (bandiera) | Canada (bandiera)      | Francia (bandiera) | Francia (bandiera)     | Austria (bandiera) |
| 1976 | Renault Sport        | Alpine A442             |                        |                        | Rit                       | Rit                    |                        |                        |                           |                           |                        |                        | 17                     |                    | 3                      |                    |
| 1978 | Scuderia             | Vettura                 | Stati Uniti (bandiera) | Stati Uniti (bandiera) | Italia (bandiera)         | Stati Uniti (bandiera) | Francia (bandiera)     | Regno Unito (bandiera) | Germania Ovest (bandiera) | Francia (bandiera)        | Italia (bandiera)      | Stati Uniti (bandiera) | Stati Uniti (bandiera) | Italia (bandiera)  | Stati Uniti (bandiera) |                    |
| 1978 | Sport Calberson      | Alpine A442             |                        |                        |                           |                        |                        |                        |                           | 4                         |                        |                        |                        |                    |                        |                    |
| 1990 | Scuderia             | Vettura                 | Giappone (bandiera)    | Italia (bandiera)      | Regno Unito (bandiera)    | Belgio (bandiera)      | Francia (bandiera)     | Germania (bandiera)    | Regno Unito (bandiera)    | Canada (bandiera)         | Messico (bandiera)     |                        |                        |                    |                        |                    |
| 1990 | Peugeot Talbot Sport | Peugeot 905             |                        |                        |                           |                        |                        |                        |                           | Rit                       | 13                     |                        |                        |                    |                        |                    |
| 1991 | Scuderia             | Vettura                 | Giappone (bandiera)    | Italia (bandiera)      | Regno Unito (bandiera)    | Francia (bandiera)     | Germania (bandiera)    | Francia (bandiera)     | Messico (bandiera)        | Giappone (bandiera)       |                        |                        |                        |                    |                        |                    |
| 1991 | Peugeot Talbot Sport | Peugeot 905             |                        |                        |                           | Rit                    |                        |                        |                           |                           |                        |                        |                        |                    |                        |                    |
| 1992 | Scuderia             | Vettura                 | Giappone (bandiera)    | Italia (bandiera)      | Regno Unito (bandiera)    | Francia (bandiera)     | Germania (bandiera)    | Francia (bandiera)     | Messico (bandiera)        | Giappone (bandiera)       |                        |                        |                        |                    |                        |                    |
| 1992 | Peugeot Talbot Sport | Peugeot 905             |                        |                        |                           | 3                      |                        |                        |                           |                           |                        |                        |                        |                    |                        |                    |

#### 1000 km del Nürburgring
| Anno    | Scuderia                   | Costruttore | Vettura     | Numero | Categoria | Classe | Co-Pilota         | Giri | Risultato di classe | Risultato assoluto |
| ------- | -------------------------- | ----------- | ----------- | ------ | --------- | ------ | ----------------- | ---- | ------------------- | ------------------ |
| 1974    | Societé Automobiles Alpine | Alpine      | Alpine A441 | 24     | Sport     | S 2.0  | Patrick Depailler | 29   | 2º                  | 10º                |
| 1975    | Renault Alpine S.A.        | Alpine      | Alpine A442 | 6      | Sport     | S 3.0  | Gérard Larrousse  | 44   | 4º                  | 4º                 |
| Legenda |                            |             |             |        |           |        |                   |      |                     |                    |

#### 24 Ore di Le Mans
| Anno | Classe   | N° | Gomme | Vettura                                     | Squadra                            | Co-piloti                                     | Giri | Pos. Assol. | Pos. di Classe |
| ---- | -------- | -- | ----- | ------------------------------------------- | ---------------------------------- | --------------------------------------------- | ---- | ----------- | -------------- |
| 1968 | P 3.0    | 29 | M     | Alpine A220 Renault Gordini 3.0L V8         | Société des Automobiles Alpine     | Jean Guichet                                  | 185  | DNF         | DNF            |
| 1969 | P 3.0    | 29 | M     | Alpine A220/69 Renault Gordini 3.0L V8      | Société des Automobiles Alpine     | Patrick Depailler                             | 209  | DNF         | DNF            |
| 1970 | P 3.0    | 30 | G     | Matra MS650 Matra 3.0L V12                  | Équipe Matra-Simca                 | Patrick Depailler Tim Schenken                | 70   | DNF         | DNF            |
| 1972 | S 3.0    | 16 | G     | Matra MS660C Matra 3.0L V12                 | Équipe Matra-Simca Shell           | David Hobbs                                   | 278  | DNF         | DNF            |
| 1973 | S 3.0    | 12 | G     | Matra MS670B Matra 3.0L V12                 | Équipe Matra-Simca Shell           | Jean-Pierre Jaussaud                          | 331  | 3º          | 3º             |
| 1974 | S 3.0    | 9  | G     | Matra MS670C Matra 3.0L V12                 | Équipe Gitanes                     | François Migault                              | 322  | 3º          | 3º             |
| 1976 | Gp.6 3.0 | 19 | M     | Renault Alpine A442 Renault 1997cc V6 turbo | Renault Sport                      | Patrick Tambay Louis José Dolhem              | 135  | DNF         | DNF            |
| 1977 | S +2.0   | 9  | M     | Renault Alpine A442 Renault 2.0L Turbo V6   | Équipe Renault Elf                 | Derek Bell                                    | 257  | DNF         | DNF            |
| 1978 | S +2.0   | 7  | M     | Renault Alpine A442A Renault 2.0L Turbo V6  | Équipe Renault Elf Sport Calberson | Guy Fréquelin Jean Ragnotti Louis José Dolhem | 358  | 4º          | 4º             |
| 1978 | S +2.0   | 1  | M     | Renault Alpine A443 Renault 2.0L Turbo V6   | Équipe Renault Elf Sport           | Patrick Depailler                             | 279  | DNF         | DNF            |
| 1989 | C1       | 62 | G     | Sauber C9 Mercedes-Benz M119 5.0L Turbo V8  | Team Sauber Mercedes               | Jean-Louis Schlesser Alain Cudini             | 378  | 5º          | 5º             |
| 1991 | C1       | 5  | M     | Peugeot 905 Peugeot SA35 3.5L V10           | Peugeot Talbot Sport               | Mauro Baldi Philippe Alliot                   | 22   | DNF         | DNF            |
| 1992 | C1       | 2  | M     | Peugeot 905 Evo 1B Peugeot SA35 3.5L V10    | Peugeot Talbot Sport               | Mauro Baldi                                   | 345  | 3º          | 3º             |
| 1993 | C1       | 2  | M     | Peugeot 905 Evo 1B Peugeot SA35 3.5L V10    | Peugeot Talbot Sport               | Philippe Alliot Mauro Baldi                   | 367  | 3º          | 3º             |

### Formula 2
| Stagione | Scuderia                         | Telaio       | Motore       | 1       | 2      | 3       | 4       | 5      | 6       | 7      | 8       | 9       | 10      | 11      | 12      | 13      | 14     | 15  | 16    | 17  | Punti | Pos. |
| -------- | -------------------------------- | ------------ | ------------ | ------- | ------ | ------- | ------- | ------ | ------- | ------ | ------- | ------- | ------- | ------- | ------- | ------- | ------ | --- | ----- | --- | ----- | ---- |
| 1968     | Matra                            | Matra MS7    | Cosworth FVA | HOC     | THR    | JAR     | ZOL     | PAL    | TUL     | ZAN    | PER     | HOC 9   | VAL     |         |         |         |        |     |       |     | 0     | NC   |
| 1970     | Constructions Mechaniques Pygmée | Pygmée MDB15 | Cosworth FVA | THR NQ  | HOC    | BAR 11  | ROU NQ  | PER 8  | TUL     | IMO NQ | HOC NP  |         |         |         |         |         |        |     |       |     | 2     | 16º  |
| 1971     | Équipe Tecno Elf                 | Tecno TF71   | Ford BDA     | HOC Rit | THR    | NÜR     | JAR NQ  | CRY NQ | ROU NQ  | MAN    | TUL     | ALB NQ  | VAL     | VAL     |         |         |        |     |       |     | 0     | NC   |
| 1972     | Elf John Coombs                  | March 722    | Ford BDA     | MAL Rit | THR    | HOC     |         |        |         |        |         | IMO NC  | MAN 2   | PER Rit |         |         |        |     |       |     | 7     | 14º  |
| 1972     | Elf John Coombs                  | Alpine A367  | Ford BDA     |         |        |         | PAU NQ  | CRY    | HOC     | ROU NP | ÖST Rit |         |         |         | SAL 9   | ALB Rit | HOC 10 |     |       |     | 7     | 14º  |
| 1973     | Elf John Coombs                  | Alpine A367  | Ford BDA     | MAL     | HOC    | THR Rit | NÜR Rit | PAU    | KIN     | NIV    | HOC     | ROU NP  | MNZ     | MAN Rit | KAR     | PER Rit | SAL    | NOR | ALB 5 | VAL | 3     | 24º  |
| 1974     | Ecurie Elf                       | Alpine A367  | BMW          | BAR 3   | HOC    | PAU 4   | SAL Rit | HOC 1  | MUG 7   | KAR    | PER     | HOC 3   | VAL Rit |         |         |         |        |     |       |     | 20    | 4º   |
| 1975     | Ecurie Elf                       | Elf 2J       | BMW          | EST 8   | THR 5  | HOC Rit | NÜR 4   | PAU 2  | HOC Rit | SAL 1  | ROU Rit | MUG Rit | PER Rit | SIL Rit | ZOL Rit | NOG 3   | VAL    |     |       |     | 24    | 5º   |
| 1976     | Ecurie Elf                       | Elf 2J       | Renault      | HOC Rit | THR 14 | VAL 1   | SAL 6   | PAU 3  | HOC 4   | ROU 2  | MUG 1   | PER 4   | EST 2   | NOG Rit | HOC 1   |         |        |     |       |     | 53    | 1º   |